# Quit Your Dayjob

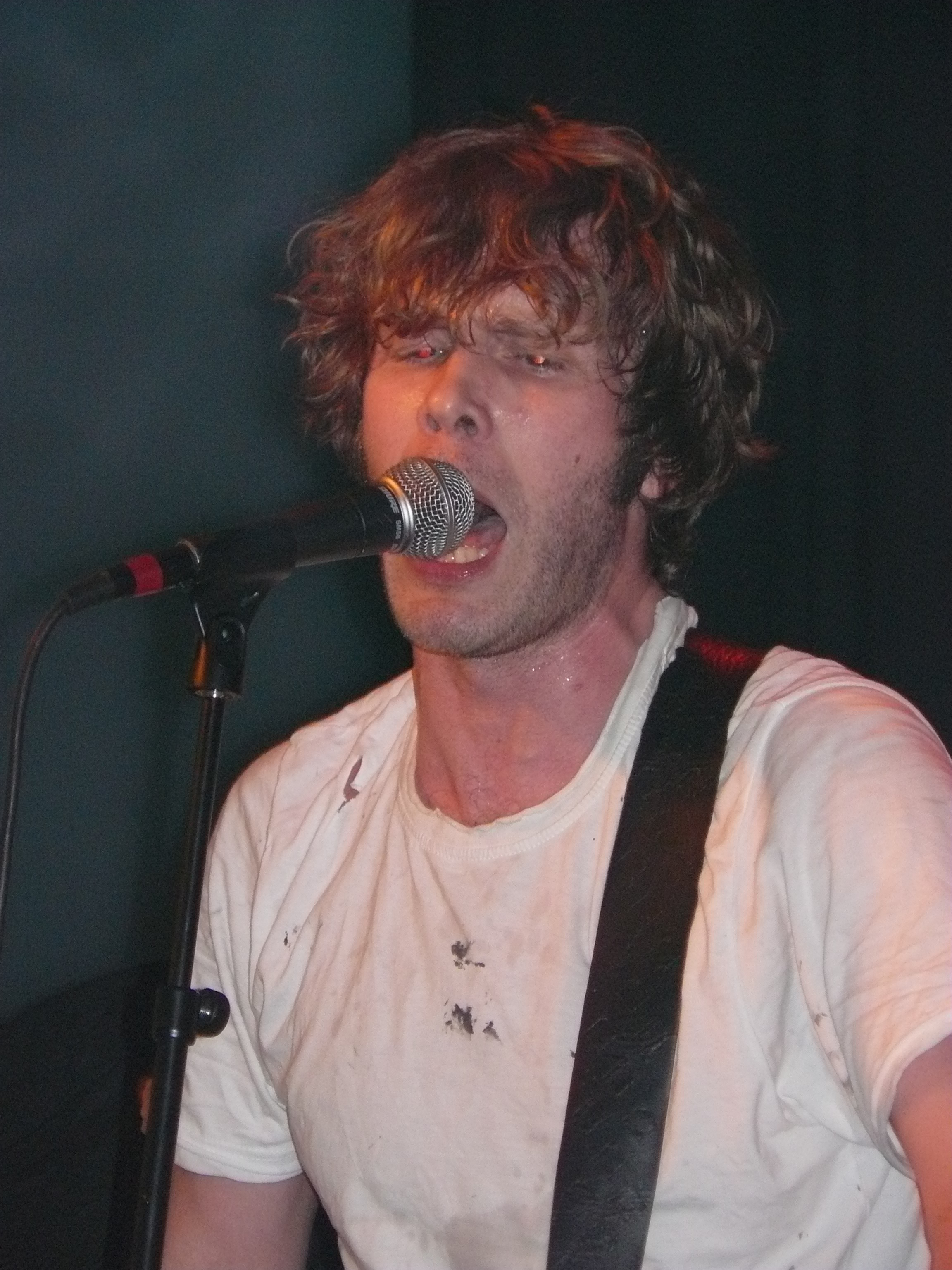
Jonass, chanteur de Quit your Dayjob

Quit Your Dayjob est un trio guitare/claviers/batterie formé par trois Suédois s'appelant Jonass, Marcass et Drumass. Débordant d'énergie, le combo scandinave s'aventure autant du côté du punk que de l'electro ou même du surf.

## Membres du groupe
- Jonass - guitare, chant
- Marcass - clavier
- Drumass - batterie

## Discographie
- Quit Your Dayjob (maxi-CD, 2004)
- Sweden We Got A Problem (CD, 2005)
- Vlado Video (Single, 2005)